# Renville County (Minnesota)
Das Renville County ist ein County im US-amerikanischen Bundesstaat Minnesota. Im Jahr 2020 hatte das County 14.723 Einwohner und eine Bevölkerungsdichte von 5,8 Einwohnern pro Quadratkilometer. Der Verwaltungssitz (County Seat) ist Olivia.

## Geografie
Das County liegt im mittleren Südwesten von Minnesota am nordöstlichen Ufer des Minnesota River, einem rechten Nebenfluss des Mississippi. Es hat eine Fläche von 2557 Quadratkilometern, wovon elf Quadratkilometer Wasserfläche sind. An das Renville County grenzen folgende Nachbarcountys:
| Chippewa County        | Kandiyohi County | Meeker County                 |
| Yellow Medicine County |                  | McLeod County, Sibley County  |
|                        | Redwood County   | Nicollet County, Brown County |

## Geschichte
Das Renville County wurde am 20. Februar 1855 aus Teilen des Nicollet County, Sibley County und dem nur noch in Wisconsin existierenden Pierce County gebildet. Benannt wurde es nach Joseph Renville (1779–1846), einem der ersten weißen Siedler der Gegend.

## Demografische Daten
Nach der Volkszählung im Jahr 2010 lebten im Renville County 15.730 Menschen in 6491 Haushalten. Die Bevölkerungsdichte betrug 6,2 Einwohner pro Quadratkilometer. In den 6491 Haushalten lebten statistisch je 2,39 Personen.
Ethnisch betrachtet setzte sich die Bevölkerung zusammen aus 97,4 Prozent Weißen, 0,3 Prozent Afroamerikanern, 0,8 Prozent amerikanischen Ureinwohnern, 0,4 Prozent Asiaten sowie aus anderen ethnischen Gruppen; 1,1 Prozent stammten von zwei oder mehr Ethnien ab. Unabhängig von der ethnischen Zugehörigkeit waren 6,8 Prozent der Bevölkerung spanischer oder lateinamerikanischer Abstammung.
22,6 Prozent der Bevölkerung waren unter 18 Jahre alt, 57,8 Prozent waren zwischen 18 und 64 und 19,6 Prozent waren 65 Jahre oder älter. 49,2 Prozent der Bevölkerung war weiblich.

Das jährliche Durchschnittseinkommen eines Haushalts lag bei 48.442 USD. Das Pro-Kopf-Einkommen betrug 24.317 USD. 10,8 Prozent der Einwohner lebten unterhalb der Armutsgrenze.

## Ortschaften im Renville County
Citys
| - Bird Island - Buffalo Lake - Danube - Fairfax | - Franklin - Hector - Morton - Olivia | - Redwood Falls1 - Renville - Sacred Heart |

1 – überwiegend im Redwood County

## Gliederung
Das Renville County ist neben den elf Citys in 27 Townships eingeteilt:
| Township              | Einwohner (2010) | FIPS     |
| --------------------- | ---------------- | -------- |
| Bandon Township       | 175              | 27-03484 |
| Beaver Falls Township | 197              | 27-04546 |
| Birch Cooley Township | 245              | 27-05968 |
| Bird Island Township  | 205              | 27-06094 |
| Boon Lake Township    | 378              | 27-06976 |
| Brookfield Township   | 156              | 27-07912 |
| Cairo Township        | 232              | 27-09208 |
| Camp Township         | 186              | 27-09478 |
| Crooks Township       | 191              | 27-13852 |

| Township             | Einwohner (2010) | FIPS     |
| -------------------- | ---------------- | -------- |
| Emmet Township       | 226              | 27-19322 |
| Ericson Township     | 206              | 27-19628 |
| Flora Township       | 188              | 27-21374 |
| Hawk Creek Township  | 201              | 27-27728 |
| Hector Township      | 226              | 27-28142 |
| Henryville Township  | 208              | 27-28610 |
| Kingman Township     | 201              | 27-33290 |
| Martinsburg Township | 197              | 27-40832 |
| Melville Township    | 225              | 27-41624 |

| Township              | Einwohner (2010) | FIPS     |
| --------------------- | ---------------- | -------- |
| Norfolk Township      | 161              | 27-46600 |
| Osceola Township      | 158              | 27-48868 |
| Palmyra Township      | 179              | 27-49606 |
| Preston Lake Township | 271              | 27-52486 |
| Sacred Heart Township | 270              | 27-56590 |
| Troy Township         | 284              | 27-65632 |
| Wang Township         | 249              | 27-68026 |
| Wellington Township   | 185              | 27-69088 |
| Winfield Township     | 224              | 27-70852 |